# Selma (Carolina del Nord)
Selma è una città degli Stati Uniti d'America situata nella Carolina del Nord, nella Contea di Johnston.